# Delfino Pescara 1936 2016-2017
Questa voce raccoglie le informazioni riguardanti il Delfino Pescara 1936 nelle competizioni ufficiali della stagione 2016-2017.

## Stagione
Il Pescara, che si riaffaccia dopo 4 anni in Serie A, esordisce pareggiando contro il Napoli: ad aprire le marcature nel 2-2 è Benali che, al debutto in Italia, segna il primo gol di un libico nel torneo. Nel successivo turno di campionato gli abruzzesi vincono, a tavolino, contro il Sassuolo che sul campo si era imposto 2-1: la motivazione addotta dal giudice sportivo per ribaltare il risultato è la presenza in campo di Ragusa, il cui nome non era stato inserito nella distinta ufficiale. Fino al mese di febbraio, questo rimarrà l'unico successo del Pescara che - in 22 giornate - raccoglie appena 5 pareggi e perde ben 17 volte. È necessario il ritorno di Zeman, che subentra a Massimo Oddo, per ottenere 3 punti sul campo: alla 25ª giornata il Genoa viene battuto per 5-0, risultato che corrisponde alla miglior vittoria dei Delfini in A.
La situazione è però già compromessa, con la retrocessione che si realizza a 5 giornate dal termine, in seguito alla sconfitta, per 1-4, contro la Roma. Il campionato viene concluso all'ultimo posto, stabilendo - così come nell'ultima occasione - più primati negativi: punteggio in classifica (battuto dalla Salernitana nella stagione 2023-2024), maggior numero di sconfitte, minor numero di vittorie e difesa più perforata.

## Divise e sponsor
Il fornitore ufficiale di materiale tecnico per la stagione 2016-2017 è Erreà, mentre gli sponsor di maglia sono Saquella Caffè e OMA-Officina Meccanica Angelucci; inoltre compare nel retro sotto la numerazione lo sponsor Armata di mare.
| Casa | Trasferta | Terza divisa | Quarta divisa |

## Organigramma societario
Area direttiva
- Presidente: Daniele Sebastiani
- Presidente onorario: Vincenzo Marinelli
- Vicepresidente: Gabriele Bankowski
- Consigliere: Roberto Druda
- Direttore generale: Luca Leone
- Segretario generale: Luigi Gramenzi
- Segretario sportivo: Tonino Falcone
- Amministrazione: Elena Di Stefano
- Responsabile area comunicazione: Massimo Mucciante
- Responsabile biglietteria: Francesco Troiano
- Responsabile area marketing: Vincenzo De Prisco
- Area marketing: Remo Firmani
- Supporter liaison officer: Nicola Lotti
- Segretaria: Catia Crocetta

Area tecnica
- Direttore sportivo: Giuseppe Pavone
- Allenatore: Massimo Oddo, poi Zdeněk Zeman
- Allenatore in seconda: Marcello Donatelli, poi Vincenzo Cangelosi
- Preparatore atletico: Ermanno Ciotti Riccardo Proietti Francesco Petrarca, poi Roberto Ferola
- Preparatore dei portieri: Massimo Marini

Settore giovanile
- Direttore generale: Giuseppe Geria
- Responsabile: Ferdinando Ruffini
- Coordinatore tecnico: Tonino Di Battista
- Responsabile scuola calcio: Angelo Londrillo
- Ufficio stampa giovanili: Andrea Mazzetti

## Rosa
| N. |                      | Ruolo | Calciatore                 |
| -- | -------------------- | ----- | -------------------------- |
| 1  | Italia (bandiera)    | P     | Vincenzo Fiorillo          |
| 2  | Italia (bandiera)    | D     | Alessandro Crescenzi       |
| 3  | Italia (bandiera)    | D     | Cristiano Biraghi          |
| 5  | Italia (bandiera)    | C     | Alessandro Bruno           |
| 6  | Italia (bandiera)    | C     | Bryan Cristante            |
| 7  | Italia (bandiera)    | C     | Valerio Verre              |
| 8  | Albania (bandiera)   | C     | Ledian Memushaj (capitano) |
| 9  | Albania (bandiera)   | A     | Rey Manaj                  |
| 9  | Cipro (bandiera)     | A     | Grīgorīs Kastanos          |
| 10 | Libia (bandiera)     | C     | Ahmad Benali               |
| 11 | Italia (bandiera)    | D     | Francesco Zampano          |
| 12 | Italia (bandiera)    | P     | Gabriele Aldegani          |
| 13 | Croazia (bandiera)   | D     | Dario Župarić              |
| 13 | Ghana (bandiera)     | C     | Sulley Muntari             |
| 14 | Argentina (bandiera) | D     | Hugo Campagnaro            |
| 15 | Francia (bandiera)   | A     | Jean-Christophe Bahebeck   |
| 16 | Uruguay (bandiera)   | C     | Gastón Brugman             |
| 17 | Italia (bandiera)    | A     | Gianluca Caprari           |
| 18 | Italia (bandiera)    | P     | Simone Aresti              |
| 19 | Italia (bandiera)    | A     | Alberto Gilardino          |
| 20 | Italia (bandiera)    | C     | Alberto Aquilani           |
| 20 | Italia (bandiera)    | A     | Alberto Cerri              |
| 21 | Italia (bandiera)    | D     | Antonio Mazzotta           |

| N. |                       | Ruolo | Calciatore          |
| -- | --------------------- | ----- | ------------------- |
| 21 | Italia (bandiera)     | C     | Simone Pepe         |
| 22 | Italia (bandiera)     | P     | Mirko Pigliacelli   |
| 23 | Albania (bandiera)    | D     | Leonardo Maloku     |
| 24 | Ghana (bandiera)      | C     | Ransford Selasi     |
| 26 | Italia (bandiera)     | D     | Davide Vitturini    |
| 27 | Italia (bandiera)     | C     | Danilo Bulevardi    |
| 27 | Italia (bandiera)     | A     | Stefano Pettinari   |
| 28 | Romania (bandiera)    | C     | Alexandru Mitriță   |
| 30 | Croazia (bandiera)    | A     | Robert Murić        |
| 31 | Argentina (bandiera)  | P     | Albano Bizzarri     |
| 33 | Senegal (bandiera)    | C     | Mamadou Coulibaly   |
| 35 | Italia (bandiera)     | D     | Andrea Coda         |
| 36 | Argentina (bandiera)  | C     | Adrián Cubas        |
| 37 | Slovacchia (bandiera) | D     | Norbert Gyömbér     |
| 44 | Italia (bandiera)     | D     | Michele Fornasier   |
| 52 | Italia (bandiera)     | A     | Francesco Nicastro  |
| 80 | Italia (bandiera)     | A     | Marco Acatullo      |
| 81 | Italia (bandiera)     | D     | Francesco Forte     |
| 83 | Italia (bandiera)     | D     | Cesare Bovo         |
| 86 | Italia (bandiera)     | D     | Guglielmo Stendardo |
| 93 | Croazia (bandiera)    | D     | Hrvoje Miličević    |
| 98 | Italia (bandiera)     | C     | Ferdinando Del Sole |

## Calciomercato

### Sessione estiva(dal 1º/7 al 31/8)
| Acquisti         | Acquisti                 | Acquisti            | Acquisti                          |
| R.               | Nome                     | da                  | Modalità                          |
| ---------------- | ------------------------ | ------------------- | --------------------------------- |
| P                | Albano Bizzarri          | Chievo              | definitivo (0 €)                  |
| P                | Vincenzo Fiorillo        | Juventus            | riscatto cartellino (1 milione €) |
| P                | Mirko Pigliacelli        | Pro Vercelli        | fine prestito                     |
| D                | Cristiano Biraghi        | Inter               | definitivo (2 milioni €)          |
| D                | Andrea Coda              | Sampdoria           | riscatto cartellino (200000 €)    |
| D                | Alessandro Crescenzi     | Roma                | riscatto cartellino (300000 €)    |
| D                | Norbert Gyömbér          | Roma                | prestito                          |
| D                | Antonio Mazzotta         | Cesena              | riscatto cartellino (350000 €)    |
| D                | Emanuele Pesoli          | L’Aquila            | fine prestito                     |
| C                | Alberto Aquilani         | Sporting Lisbona    | definitivo (0 €)                  |
| C                | Ahmad Benali             | Palermo             | riscatto cartellino (1 milione €) |
| C                | Danilo Bulevardi         | L’Aquila            | fine prestito                     |
| C                | Gastón Brugman           | Palermo             | fine prestito                     |
| C                | Bryan Cristante          | Benfica             | prestito con diritto di riscatto  |
| C                | Simone Pepe              | Chievo              | definitivo (0 €)                  |
| C                | Valerio Verre            | Udinese             | riscatto cartellino (4 milioni €) |
| A                | Jean-Christophe Bahebeck | Paris Saint-Germain | prestito con diritto di riscatto  |
| A                | Gianluca Caprari         | Inter               | prestito                          |
| A                | Rey Manaj                | Inter               | prestito                          |
| A                | Robert Murić             | Ajax                | prestito con diritto di riscatto  |
| A                | Stefano Pettinari        | Roma                | definitivo (400000 €)             |
| A                | Francesco Nicastro       | Juve Stabia         | definitivo (0 €)                  |
| Altre operazioni |                          |                     |                                   |
| R.               | Nome                     | da                  | Modalità                          |
| P                | Tomasch Calore           | San Nicolò          | fine prestito                     |
| P                | Carmine Salvatore        | Rieti               | fine prestito                     |
| P                | Luca Savelloni           | L’Aquila            | fine prestito                     |
| D                | Mattia Altobelli         | Maceratese          | fine prestito                     |
| D                | Gianluca Clemente        | Maceratese          | fine prestito                     |
| D                | Alessio De Cinque        | Avezzano            | fine prestito                     |
| D                | Daniel Di Nicola         | Virtus Lanciano     | fine prestito                     |
| D                | Davide Di Pasquale       | Campobasso          | fine prestito                     |
| D                | Filippo Gambasin         | Vicenza             | fine prestito                     |
| D                | Francesco Karkalis       | Maceratese          | fine prestito                     |
| D                | Daniele Mignanelli       | Reggiana            | fine prestito                     |
| D                | Marco Perrotta           | Teramo              | fine prestito                     |
| D                | Andrea Rossi             | Salernitana         | fine prestito                     |
| D                | Adedoyin Sanni           | L’Aquila            | fine prestito                     |
| C                | Gianluca Barba           | Pro Piacenza        | fine prestito                     |
| C                | Nicholas Bensaja         | L’Aquila            | fine prestito                     |
| C                | Cristian Buonaiuto       | Maceratese          | fine prestito                     |
| C                | Andrea Mancini           | L’Aquila            | fine prestito                     |
| C                | Simone Marzucco          | Giulianova          | fine prestito                     |
| C                | Hrvoje Miličević         | L’Aquila            | fine prestito                     |
| C                | Lorenzo Paolucci         | Teramo              | fine prestito                     |
| A                | Riccardo Barbuti         | Lumezzane           | fine prestito                     |
| A                | Alessio Di Massimo       | Sant'Omero          | definitivo (300000 €)             |
| A                | Luca Forte               | Pro Vercelli        | fine prestito                     |
| A                | Cristiano Ingretolli     | Melfi               | fine prestito                     |
| A                | Simone Monni             | Teramo              | fine prestito                     |
| A                | Alessandro Polidori      | Rimini              | definitivo (0 €)                  |
| A                | Marco Sansovini          | Cremonese           | fine prestito                     |

| Cessioni         | Cessioni              | Cessioni       | Cessioni                                          |
| R.               | Nome                  | a              | Modalità                                          |
| ---------------- | --------------------- | -------------- | ------------------------------------------------- |
| P                | Simone Aresti         | Ternana        | definitivo (0 €)                                  |
| D                | Souleymane Diamoutene | Gżira Utd      | definitivo (0 €)                                  |
| D                | Antonio Mazzotta      | Frosinone      | prestito con diritto di riscatto                  |
| D                | Emanuele Pesoli       |                | fine carriera                                     |
| C                | Joel Acosta           | Boca Juniors   | fine prestito                                     |
| C                | Danilo Bulevardi      | Teramo         | prestito                                          |
| C                | Rolando Mandragora    | Juventus       | fine prestito                                     |
| C                | Ransford Selasi       | Novara         | prestito con diritto di riscatto                  |
| C                | Lucas Torreira        | Sampdoria      | fine prestito                                     |
| A                | Pierluigi Cappelluzzo | Verona         | fine prestito                                     |
| A                | Gianluca Caprari      | Inter          | definitivo (4,5 milioni €)                        |
| A                | Andrea Cocco          | Frosinone      | prestito con diritto di riscatto                  |
| A                | Gianluca Lapadula     | Milan          | definitivo (9 milioni €)                          |
| A                | Francesco Nicastro    | Perugia        | prestito con diritto di riscatto e controriscatto |
| A                | Cristian Pasquato     | Juventus       | fine prestito                                     |
| A                | Daniele Verde         | Roma           | fine prestito                                     |
| Altre operazioni |                       |                |                                                   |
| R.               | Nome                  | da             | Modalità                                          |
| P                | Tomasch Calore        | Teramo         | prestito                                          |
| P                | Luca Savelloni        | Racing Roma    | definitivo (0 €)                                  |
| D                | Mattia Altobelli      | Teramo         | ignoto                                            |
| D                | Gianluca Clemente     | Grosseto       | prestito                                          |
| D                | Daniel Di Nicola      | Fano           | prestito                                          |
| D                | Davide Di Pasquale    | Sambenedettese | ignoto                                            |
| D                | Francesco Karkalis    | Teramo         | prestito                                          |
| D                | Daniele Mignanelli    | Ascoli         | ignoto                                            |
| D                | Marco Perrotta        | Avellino       | prestito                                          |
| D                | Andrea Rossi          | Brescia        | prestito                                          |
| C                | Gianluca Barba        | Piacenza       | prestito                                          |
| C                | Nicholas Bensaja      | Catanzaro      | prestito                                          |
| C                | Cristian Buonaiuto    | Perugia        | definitivo (0 €)                                  |
| C                | Andrea Mancini        | Santarcangelo  | ignoto                                            |
| C                | Lorenzo Paolucci      | Taranto        | prestito                                          |
| A                | Riccardo Barbuti      | Lumezzane      | ignoto                                            |
| A                | Alessio Di Massimo    | Sambenedettese | prestito                                          |
| A                | Luca Forte            | Teramo         | prestito                                          |
| A                | Cristiano Ingretolli  | Fano           | definitivo (0 €)                                  |
| A                | Alessandro Polidori   | Arezzo         | prestito                                          |
| A                | Marco Sansovini       | Teramo         | prestito                                          |

### Sessione invernale(dal 3/1 al 31/1)
| Acquisti | Acquisti            | Acquisti     | Acquisti    |
| R.       | Nome                | da           | Modalità    |
| -------- | ------------------- | ------------ | ----------- |
| D        | Cesare Bovo         | Torino       | Definitivo. |
| D        | Guglielmo Stendardo | Atalanta     | Definitivo  |
| C        | Sulley Muntari      |              | Svincolato  |
| C        | Adrián Cubas        | Boca Juniors | Prestito    |
| A        | Alberto Gilardino   | Empoli       | Definitivo  |
| A        | Grīgorīs Kastanos   | Juventus     | Prestito    |
| A        | Alberto Cerri       | Juventus     | Prestito    |

| Cessioni | Cessioni          | Cessioni | Cessioni      |
| R.       | Nome              | a        | Modalità      |
| -------- | ----------------- | -------- | ------------- |
| P        | Mirko Pigliacelli | Trapani  | Prestito      |
| D        | Dario Župarić     | Rijeka   | Definitivo    |
| D        | Norbert Gyömbér   | Roma     | Fine Prestito |
| C        | Alberto Aquilani  | Sassuolo | Prestito      |
| C        | Bryan Cristante   | Benfica  | Fine Prestito |
| A        | Rey Manaj         | Inter    | Fine Prestito |
| A        | Stefano Pettinari | Ternana  | Prestito      |

## Risultati

### Serie A

#### Girone di andata
| Arbitro: | Giacomelli (Trieste) |

|                       |           |                  |
| Benali 8’ Caprari 35’ | Marcatori | 60’, 63’ Mertens |

| Arbitro: | Tagliavento (Terni) |

|                        |           |           |
| Defrel 38’ Berardi 67’ | Marcatori | 81’ Manaj |

| Arbitro: | Damato (Barletta) |

|              |           |                   |
| Bahebeck 63’ | Marcatori | 77’, 90+1’ Icardi |

| Arbitro: | Maresca (Napoli) |

|                                            |           |  |
| Milinković-Savić 67’ Radu 72’ Immobile 76’ | Marcatori |  |

| Pescara 21 settembre 2016, ore 20:45 CEST 5ª giornata | Pescara         | 0 – 0 referto | Torino | Stadio Adriatico (13 703 spett.)\| Arbitro: \| Banti (Livorno) \| |
| Arbitro:                                              | Banti (Livorno) |               |        |                                                                   |

| Arbitro: | Irrati (Pistoia) |

|             |           |           |
| Simeone 47’ | Marcatori | 85’ Manaj |

| Arbitro: | Manganiello (Pinerolo) |

|  |           |                            |
|  | Marcatori | 76’ Meggiorini 85’ Inglese |

| Arbitro: | Celi (Bari) |

|                |           |                       |
| Campagnaro 23’ | Marcatori | 12’ (aut.) Campagnaro |

| Arbitro: | Rocchi (Firenze) |

|                                            |           |              |
| Théréau 9’ (rig.), 71’ Zapata 90+3’ (rig.) | Marcatori | 74’ Aquilani |

| Arbitro: | Guida (Torre Annunziata) |

|  |           |             |
|  | Marcatori | 60’ Caldara |

| Arbitro: | Doveri (Roma) |

|                 |           |  |
| Bonaventura 49’ | Marcatori |  |

| Arbitro: | Orsato (Schio) |

|  |           |                                                 |
|  | Marcatori | 12’, 44’ Maccarone 23’ Pucciarelli 89’ Saponara |

| Arbitro: | Fabbri (Ravenna) |

|                                        |           |  |
| Khedira 36’ Mandžukić 63’ Hernanes 69’ | Marcatori |  |

| Arbitro: | Irrati (Pistoia) |

|                                  |           |                          |
| Džeko 7’, 10’ Perotti 26’ (rig.) | Marcatori | 15’ Memushaj 74’ Caprari |

| Arbitro: | Doveri (Roma) |

|               |           |               |
| Caprari 90+2’ | Marcatori | 24’ Borriello |

| Arbitro: | Damato (Barletta) |

|                                  |           |                |
| Palladino 24’ (rig.) Ferrari 83’ | Marcatori | 82’ Campagnaro |

| Arbitro: | Rocchi (Firenze) |

|  |           |                                          |
|  | Marcatori | 7’ Masina 41’ Dzemaili 57’ (rig.) Krejci |

| Arbitro: | Massa (Imperia) |

|             |           |                      |
| Quaison 14’ | Marcatori | 90+4’ (rig.) Biraghi |

| Arbitro: | Russo (Nola) |

|             |           |                  |
| Caprari 22’ | Marcatori | 69’, 90+5’ Tello |

#### Girone di ritorno
| Arbitro: | Gavillucci (Latina) |

|                                    |           |                      |
| Tonelli 47’ Hamsik 49’ Mertens 85’ | Marcatori | 90+4’ (rig.) Caprari |

| Arbitro: | Valeri (Roma) |

|              |           |                              |
| Bahebeck 56’ | Marcatori | 1’, 73’ Matri 65’ Pellegrini |

| Arbitro: | Gianpaolo Calvarese (Teramo) |

|                                        |           |  |
| D'Ambrosio 22’ João Mário 42’ Eder 73’ | Marcatori |  |

| Arbitro: | Giacomelli (Trieste) |

|                        |           |                                                  |
| Benali 29’ Brugman 41’ | Marcatori | 10’, 14’, 49’, 77’ Parolo 57’ Keita 69’ Immobile |

| Arbitro: | Maresca (Napoli) |

|                                                     |           |                                  |
| Iago Falque 2’ Ajeti 9’ Belotti 15’, 61’ Ljajic 53’ | Marcatori | 73’ (aut.) Ajeti 75’, 83’ Benali |

| Arbitro: | Abbattista (Molfetta) |

|                                                       |           |  |
| Orban 5’ (aut.) Caprari 19’, 81’ Benali 31’ Cerri 87’ | Marcatori |  |

| Arbitro: | Gavillucci (Latina) |

|                      |           |  |
| Birsa 12’ Castro 61’ | Marcatori |  |

| Arbitro: | Massa (Imperia) |

|                                           |           |           |
| Fernandes 18’ Quagliarella 58’ Schick 68’ | Marcatori | 32’ Cerri |

| Arbitro: | Celi (Bari) |

|             |           |                                   |
| Muntari 84’ | Marcatori | 20’ Zapata 51’ Jankto 55’ Théréau |

| Arbitro: | Fabbri (Ravenna) |

|                             |           |  |
| Gómez 14’, 90+3’ Grassi 69’ | Marcatori |  |

| Arbitro: | Mazzoleni (Bergamo) |

|                    |           |             |
| Paletta 12’ (aut.) | Marcatori | 41’ Pašalić |

| Arbitro: | Tagliavento (Terni) |

|                |           |             |
| El Kaddouri 9’ | Marcatori | 31’ Caprari |

| Arbitro: | Di Bello (Brindisi) |

|  |           |                  |
|  | Marcatori | 23’, 43’ Higuaín |

| Arbitro: | Irrati (Pistoia) |

|            |           |                                             |
| Benali 83’ | Marcatori | 44’ Strootman 45’ Nainggolan 48’, 60’ Salah |

| Arbitro: | Minelli (Varese) |

|                       |           |  |
| João Pedro 23’ (rig.) | Marcatori |  |

| Arbitro: | Russo (Nola) |

|  |           |           |
|  | Marcatori | 71’ Tonev |

| Arbitro: | Di Martino (Teramo) |

|                                 |           |              |
| Destro 8’, 90’ Di Francesco 48’ | Marcatori | 24’ Bahebeck |

| Arbitro: | Pairetto (Nichelino) |

|                       |           |  |
| Muric 15’ Mitriță 87’ | Marcatori |  |

| Arbitro: | Martinelli (Roma) |

|                         |           |                          |
| Saponara 66’ Vecino 85’ | Marcatori | 15’ Caprari 65’ Bahebeck |

### Coppa Italia

#### Turni preliminari
| Arbitro: | Damato (Barletta) |

|                |           |  |
| Verre 19’, 51’ | Marcatori |  |

| Arbitro: | La Penna (Roma) |

|                                    |           |  |
| Raimondi 7’ Grassi 29’ Pešić 90+3’ | Marcatori |  |

## Statistiche
Statistiche aggiornate al 28 maggio 2017.

### Statistiche di squadra
| Competizione | Punti | In casa | In casa | In casa | In casa | In trasferta | In trasferta | In trasferta | In trasferta | Totale | Totale | Totale | Totale | Gf | Gs | D.R. |
| Competizione | Punti | G       | V       | N       | P       | G            | V            | N            | P            | G      | V      | N      | P      | Gf | Gs | D.R. |
| ------------ | ----- | ------- | ------- | ------- | ------- | ------------ | ------------ | ------------ | ------------ | ------ | ------ | ------ | ------ | -- | -- | ---- |
| Serie A      | 18    | 19      | 2       | 5       | 12      | 19           | 1            | 4            | 14           | 38     | 3      | 9      | 26     | 37 | 81 | −44  |
| Coppa Italia | -     | 1       | 1       | 0       | 0       | 1            | 0            | 0            | 1            | 2      | 1      | 0      | 1      | 2  | 3  | −1   |
| Totale       | -     | 20      | 3       | 5       | 12      | 20           | 1            | 4            | 15           | 40     | 4      | 9      | 27     | 39 | 84 | −45  |

### Andamento in campionato
| Giornata  | 1  | 2 | 3 | 4  | 5  | 6  | 7  | 8  | 9  | 10 | 11 | 12 | 13 | 14 | 15 | 16 | 17 | 18 | 19 | 20 | 21 | 22 | 23 | 24 | 25 | 26 | 27 | 28 | 29 | 30 | 31 | 32 | 33 | 34 | 35 | 36 | 37 | 38 |
| --------- | -- | - | - | -- | -- | -- | -- | -- | -- | -- | -- | -- | -- | -- | -- | -- | -- | -- | -- | -- | -- | -- | -- | -- | -- | -- | -- | -- | -- | -- | -- | -- | -- | -- | -- | -- | -- | -- |
| Luogo     | C  | T | C | T  | C  | T  | C  | C  | T  | C  | T  | C  | T  | T  | C  | T  | C  | T  | C  | T  | C  | T  | C  | T  | C  | T  | T  | C  | T  | C  | T  | C  | C  | T  | C  | T  | C  | T  |
| Risultato | N  | V | P | P  | N  | N  | P  | N  | P  | P  | P  | P  | P  | P  | N  | P  | P  | N  | P  | P  | P  | P  | P  | P  | V  | P  | P  | P  | P  | N  | N  | P  | P  | P  | P  | P  | V  | N  |
| Posizione | 11 | 6 | 8 | 14 | 14 | 16 | 17 | 17 | 17 | 17 | 17 | 18 | 18 | 18 | 18 | 19 | 20 | 20 | 20 | 20 | 20 | 20 | 20 | 20 | 20 | 20 | 20 | 20 | 20 | 20 | 20 | 20 | 20 | 20 | 20 | 20 | 20 | 20 |

Fonte:  Serie A – Classifiche, su sport.sky.it, Sky Sport. URL consultato il 9 gennaio 2019 (archiviato dall'url originale l'11 settembre 2014).
Legenda:

Luogo: C = Casa; T = Trasferta. Risultato: V = Vittoria; N = Pareggio; P = Sconfitta.

### Statistiche dei giocatori
Sono in corsivo i calciatori che hanno lasciato la società a stagione in corso.
| Giocatore      | Serie A  | Serie A | Serie A     | Serie A    | Coppa Italia | Coppa Italia | Coppa Italia | Coppa Italia | Totale   | Totale | Totale      | Totale     |
| Giocatore      | Presenze | Reti    | Ammonizioni | Espulsioni | Presenze     | Reti         | Ammonizioni  | Espulsioni   | Presenze | Reti   | Ammonizioni | Espulsioni |
| -------------- | -------- | ------- | ----------- | ---------- | ------------ | ------------ | ------------ | ------------ | -------- | ------ | ----------- | ---------- |
| M. Acatullo    | 0        | 0       | 0           | 0          | 0            | 0            | 0            | 0            | 0        | 0      | 0           | 0          |
| G. Aldegani    | 0        | 0       | 0           | 0          | 0            | 0            | 0            | 0            | 0        | 0      | 0           | 0          |
| A. Aquilani    | 9        | 1       | ?           | ?          | 0            | 0            | 0            | 0            | 9        | 1      | 0+          | 0+         |
| S. Aresti      | 0        | 0       | 0           | 0          | 0            | 0            | 0            | 0            | 0        | 0      | 0           | 0          |
| J.C. Bahebeck  | 15       | 4       | ?           | ?          | 0            | 0            | 0            | 0            | 15       | 4      | 0+          | 0+         |
| A. Benali      | 33       | 6       | ?           | ?          | 1            | 0            | 0            | 0            | 34       | 6      | 0+          | 0+         |
| C. Biraghi     | 35       | 1       | ?           | ?          | 2            | 0            | 1            | 0            | 37       | 1      | 1+          | 0+         |
| A. Bizzarri    | 29       | -66     | ?           | ?          | 1            | -0           | 0            | 0            | 30       | -66    | 0+          | 0+         |
| G. Brugman     | 27       | 1       | ?           | ?          | 1            | 0            | 0            | 0            | 28       | 1      | 0+          | 0+         |
| C. Bovo        | 10       | 0       | ?           | ?          | 0            | 0            | 0            | 0            | 10       | 0      | 0+          | 0+         |
| A. Bruno       | 15       | 0       | ?           | ?          | 1            | 0            | 1            | 0            | 16       | 0      | 1+          | 0+         |
| D. Bulevardi   | 0        | 0       | 0           | 0          | 0            | 0            | 0            | 0            | 0        | 0      | 0           | 0          |
| H. Campagnaro  | 19       | 2       | ?           | ?          | 0            | 0            | 0            | 0            | 19       | 2      | 0+          | 0+         |
| G. Caprari     | 35       | 9       | ?           | ?          | 1            | 0            | 0            | 0            | 36       | 9      | 0+          | 0+         |
| A. Cerri       | 13       | 2       | ?           | ?          | 0            | 0            | 0            | 0            | 13       | 2      | 0+          | 0+         |
| A. Coda        | 13       | 0       | ?           | ?          | 1            | 0            | 1            | 0            | 14       | 0      | 1+          | 0+         |
| M. Coulibaly   | 9        | 0       | ?           | ?          | 0            | 0            | 0            | 0            | 9        | 0      | 0+          | 0+         |
| A. Crescenzi   | 21       | 0       | ?           | ?          | 0            | 0            | 0            | 0            | 21       | 0      | 0+          | 0+         |
| B. Cristante   | 16       | 0       | ?           | ?          | 2            | 0            | 2            | 0            | 18       | 0      | 2+          | 0+         |
| A. Cubas       | 1        | 0       | ?           | ?          | 0            | 0            | 0            | 0            | 1        | 0      | 0+          | 0+         |
| F. Del Sole    | 0        | 0       | 0           | 0          | 1            | 0            | 0            | 0            | 1        | 0      | 0           | 0          |
| V. Fiorillo    | 9        | -15     | ?           | ?          | 1            | -3           | 0            | 0            | 10       | -18    | 0+          | 0+         |
| M. Fornasier   | 22       | 0       | ?           | ?          | 0            | 0            | 0            | 0            | 22       | 0      | 0+          | 0+         |
| F. Forte       | 0        | 0       | 0           | 0          | 0            | 0            | 0            | 0            | 0        | 0      | 0           | 0          |
| A. Gilardino   | 3        | 0       | ?           | ?          | 0            | 0            | 0            | 0            | 3        | 0      | 0+          | 0+         |
| N. Gyömbér     | 10       | 0       | ?           | ?          | 2            | 0            | 0            | 0            | 12       | 0      | 0+          | 0+         |
| G. Kastanos    | 8        | 0       | ?           | ?          | 0            | 0            | 0            | 0            | 8        | 0      | 0+          | 0+         |
| L. Maloku      | 0        | 0       | 0           | 0          | 0            | 0            | 0            | 0            | 0        | 0      | 0           | 0          |
| R. Manaj       | 12       | 1       | ?           | ?          | 1            | 0            | 0            | 0            | 13       | 1      | 0+          | 0+         |
| A. Mazzotta    | 0        | 0       | 0           | 0          | 0            | 0            | 0            | 0            | 0        | 0      | 0           | 0          |
| L. Memushaj    | 36       | 1       | ?           | ?          | 2            | 0            | 0            | 0            | 38       | 1      | 0+          | 0+         |
| H. Miličević   | 3        | 0       | ?           | ?          | 0            | 0            | 0            | 0            | 3        | 0      | 0+          | 0+         |
| A. Mitriță     | 15       | 1       | ?           | ?          | 2            | 0            | 0            | 0            | 17       | 1      | 0+          | 0+         |
| S. Muntari     | 9        | 1       | ?           | ?          | 0            | 0            | 0            | 0            | 9        | 1      | 0+          | 0+         |
| R. Murić       | 5        | 1       | ?           | ?          | 1            | 0            | 0            | 0            | 6        | 1      | 0+          | 0+         |
| F. Nicastro    | 0        | 0       | 0           | 0          | 0            | 0            | 0            | 0            | 0        | 0      | 0           | 0          |
| S. Pepe        | 12       | 0       | ?           | ?          | 0            | 0            | 0            | 0            | 12       | 0      | 0+          | 0+         |
| S. Pettinari   | 6        | 0       | ?           | ?          | 1            | 0            | 0            | 0            | 7        | 0      | 0+          | 0+         |
| M. Pigliacelli | 0        | 0       | 0           | 0          | 0            | 0            | 0            | 0            | 0        | 0      | 0           | 0          |
| R. Selasi      | 0        | 0       | 0           | 0          | 0            | 0            | 0            | 0            | 0        | 0      | 0           | 0          |
| G. Stendardo   | 9        | 0       | ?           | ?          | 0            | 0            | 0            | 0            | 9        | 0      | 0+          | 0+         |
| V. Verre       | 28       | 0       | ?           | ?          | 2            | 2            | 0            | 0            | 30       | 2      | 0+          | 0+         |
| D. Vitturini   | 3        | 0       | ?           | ?          | 1            | 0            | 0            | 0            | 4        | 0      | 0+          | 0+         |
| F. Zampano     | 34       | 0       | ?           | ?          | 2            | 0            | 1            | 0            | 36       | 0      | 1+          | 0+         |
| D. Župarić     | 7        | 0       | ?           | ?          | 2            | 0            | 1            | 0            | 9        | 0      | 1+          | 0+         |